# ممفیس (ایندیانا)
ممفیس (به انگلیسی: Memphis) یک منطقهٔ مسکونی در ایالات متحده آمریکا است که در شهرستان کلارک، ایندیانا واقع شده‌است. ممفیس ۶٫۵ کیلومتر مربع مساحت و ۶۹۵ نفر جمعیت دارد و ۱۴۸ متر بالاتر از سطح دریا واقع شده‌است.